# Aidia cowleyi
Aidia cowleyi là một loài thực vật có hoa trong họ Thiến thảo. Loài này được Puttock mô tả khoa học đầu tiên năm 2001.